# Platycheirus perpallidus
Platycheirus perpallidus là một loài ruồi trong họ Ruồi giả ong (Syrphidae). Loài này được Verrall mô tả khoa học đầu tiên năm 1901. Platycheirus perpallidus phân bố ở miền Tân bắc